# フレデリック・ロデオン
フレデリック・ロデオン（Frédéric Lodéon, 1952年1月26日 - ）は、フランスのチェロ奏者、指揮者、ラジオパーソナリティ。
パリの生まれ。アルベール・テタールにチェロの手ほどきを受けた後、パリ音楽院でアンドレ・ナヴァラにチェロ、ジャン・ユボーに室内楽を学ぶ。1969年にチェロ科の、1970年に室内楽のそれぞれプルミエ・プリを得てパリ音楽院を卒業した。1972年にはモーリス・マレシャル国際チェロ・コンクールで優勝し、1977年にはムスティスラフ・ロストロポーヴィチ・チェロ・コンクールでも優勝を飾った。
1990年以降指揮者としても活動を始め、リヨン国立管弦楽団、トゥールーズ・キャピトル国立管弦楽団、ボルドー・アキテーヌ国立管弦楽団、フランス放送フィルハーモニー管弦楽団等に客演を重ねた。
1992年からは放送局のフランス・インターで音楽番組「カルフール・ドゥ・ロデオン」を始め、そのプロデューサー兼プレゼンターを務め、1999年からはラジオ・フランスのコンサート番組のプロデューサー兼プレゼンターを任されるようになった

## 註
1. ↑  resmusica.com
2. ↑  valmalete.com

| スタブアイコン | サブスタブ | この項目は、まだ閲覧者の調べものの参照としては役立たない、音楽関係者（バンド等）に関連した書きかけの項目です。この項目を加筆・訂正などしてくださる協力者を求めています（P:音楽/PJ:芸能人）。 |